# Seznam senatorjev 26. parlamenta Kraljevine Italije
Seznam senatorjev 26. parlamenta Kraljevine Italije je urejen po letu imenovanja.

## 1921
- Alfredo Baccelli
- Agostino Berenini
- Adolfo Berio
- Paolo Boselli
- Pietro Chimienti
- Salvatore Contarini
- Alfredo Lusignoli
- Luigi Luzzatti
- Olindo Malagodi
- Giuseppe Marcora
- Cesare Nava
- Edoardo Pantano
- Settimio Piacentini
- Ferdinando Quartieri
- Pietro Tomasi della Torretta

## 1922
- Giovanni Battista Borea d'Olmo
- Vittorio Brondi
- Luigi Cito Filomarino
- Filippo Crispolti
- Giovanni Gentile
- Maurizio Gonzaga
- Pietro Milano Franco d'Aragona
- Ettore Pais
- Ernesto Paulucci di Calboli
- Camillo Peano
- Alberto Pironti
- Cesare Poggi
- Vittorio Puntoni
- Pio Rajna
- Federico Ricci
- Giuseppe Volpi di Misurata
- Paolo Zunino

## 1923
- Giovanni Agnelli
- Ugo Ancona
- Leonardo Bistolfi
- Giacomo Boni
- Alessandro Casati
- Antonio Cippico
- Enrico Corradini
- Filippo Cremonesi
- Emilio De Bono
- Alberto De Marinis Stendardo di Ricigliano
- Antonio Grossich
- Gennaro Marciano
- Ferdinando Martini
- Vincenzo Morello
- Maffeo Pantaleoni
- Ernesto Pestalozza
- Francesco Pistoia
- Giorgio Pitacco
- Corrado Ricci
- Baldo Rossi
- Edmondo Sanjust di Teulada
- Donato Sanminiatelli
- Francesco Scaduto
- Michele Scherillo
- Edoardo Soderini
- Nicola Spada
- Antonio Tacconi
- Ettore Tolomei